# Kards
Kards - The WWII Collectible Card Game è un videogioco di carte collezionabili digitale gratuito a tema Seconda Guerra Mondiale sviluppato e pubblicato da 1939 Games. È stato pubblicato in accesso anticipato su Steam il 12 aprile 2019 ed è stato pubblicato ufficialmente sulla stessa piattaforma il 15 aprile 2020. Il 6 giugno 2023 sono state distribuite le versioni per dispositivi mobili con funzionalità crossplay tra piattaforme, sia per Android che per iOS.

## Modalità di gioco
Kards è un gioco di carte collezionabili a turni in cui due giocatori si scontrano con un mazzo di 40 carte che rappresentano le strategie delle Potenze dell'Asse e degli Alleati durante la seconda guerra mondiale: Germania, Impero Britannico, Unione Sovietica, Stati Uniti e Impero Giapponese. Accanto a queste nazioni, sono presenti altre potenze: Polonia, Italia, Francia e Finlandia. I giocatori possono creare un mazzo scegliendo una "potenza principale" fra le 5 nazioni principali disponibili e una "potenza alleata" fra tutte le nazioni disponibili; infatti, sebbene il gioco sia basato su eventi bellici storicamente accurati, i giocatori possono creare mazzi anche con due nazioni storicamente avversarie (ad esempio, è possibile creare un mazzo con la Germania come potenza principale e l'Unione Sovietica come alleata). Ogni nazione ha la sua strategia e il suo stile di gioco unici e, sebbene ciascuna abbia una strategia specifica, i mazzi possono variare notevolmente a seconda dell'archetipo e dell'impostazione di gioco che il giocatore intende utilizzare. Ad esempio, l'Unione Sovietica utilizza spesso la fanteria leggera in combinazione con potenziamenti ad area d'effetto per sopraffare l'avversario con la sola superiorità numerica. Tuttavia, è possibile creare anche mazzi sovietici la cui strategia si basa sul danneggiarsi volontariamente e potenziare le unità oppure con una strategia che si concentra sui carri armati T-34 invece che sulla fanteria leggera. L'obiettivo è distruggere il quartier generale nemico, rappresentato da una carta sul tabellone, portando i suoi punti vita da 20 a 0. I quartieri generali rappresentano location uniche e storicamente accurate per ciascuna delle 5 nazioni principali.
Il terreno di gioco, chiamato "campo di battaglia", è diviso in tre fronti: la linea di supporto del giocatore, la linea del fronte e la linea di supporto del nemico. La linea di supporto e quella del fronte possono contenere rispettivamente fino a quattro e cinque carte. Le carte possono essere giocate dalla mano alla propria linea di supporto spendono una risorsa chiamata "Krediti", che aumenta di 1 a ogni turno fino a un massimo di 12; tramite specifiche carte è possibile superare il numero massimo di krediti tuttavia esiste una soglia massima di 24 krediti. I krediti possono essere spesi anche per spostare le carte dalla linea di supporto alla linea del fronte (entreranno, quindi, in prima linea) oppure per attaccare unità nemiche. Una volta che una carta è stata spostata in prima linea non potrà più ritirarsi, a meno che non sia costretta a farlo da determinate carte o effetti specifici. La linea del fronte può essere controllata solo da un giocatore alla volta, pertanto, il giocatore che la controlla ha un vantaggio strategico sul campo di battaglia.
Le carte, pur rappresentando unità e mezzi militari della seconda guerra mondiale (suddivisi in fanteria, carri armati, caccia, bombardieri e artiglieria), possiedono abilità che rispecchiano quelle presenti in altri giochi dello stesso genere (come Hearthstone, per fare un esempio). Blitz, per esempio, permette alla carta di muoversi o attaccare nello stesso turno in cui viene giocata; Guardia consente di proteggere le carte adiacenti a quella con questa abilità (incluso il quartier generale) dagli attacchi di determinati nemici; Cortina fumogena rende la carta invisibile al nemico fino a quando non viene mossa o non attacca. Inoltre, esistono due tipi di carte chiamati "ordini" e "contromisure": gli ordini (indicati con un !) vengono giocati durante il proprio turno e forniscono un effetto immediato sul campo di battaglia mentre le contromisure (indicate con un ?) vengono "preparate" pagando il loro costo in krediti nel proprio turno per poi attivarsi quando il giocatore avversario soddisfa determinate condizioni.

### Modalità
Il gioco offre la possibilità di affrontare un'intelligenza artificiale (principalmente per fare pratica) o avversari umani online attraverso un sistema di classifiche e ranghi. Al termine di ogni stagione, della durata di un mese, la classifica dei giocatori viene azzerata e i ranghi vengono riassegnati. 
In alternativa alla modalità classificata, i giocatori possono cimentarsi in partite nella modalità "draft" contro altri giocatori, nelle quali occorre costruire un mazzo partendo da zero, scegliendo una carta alla volta tra tre opzioni presentate in modo casuale, fino a formare un mazzo completo. Dopo aver costruito il mazzo, ogni giocatore punta a vincere il maggior numero di partite possibile; vincendo 7 partite o perdendo 3 partite, la sessione termina e il giocatore riceve ricompense in base alle proprie prestazioni.
Il gioco include anche una modalità nota come "schermaglia", disponibile periodicamente. In questa modalità, i giocatori devono creare un mazzo seguendo una serie di regole che cambiano di volta in volta. Generalmente, vincere in questa modalità ricompensa i giocatori con un pacchetto di carte, anche se le ricompense possono variare.
Inoltre, il gioco offre cinque campagne per giocatore singolo che consentono ai giocatori di immergersi in campagne militari tematiche. Queste campagne offrono un'esperienza narrativa storicamente accurata in cui i giocatori possono progredire attraverso il completamento di varie missioni, rivivendo momenti chiave e battaglie della Seconda Guerra Mondiale.

## Sviluppo e pubblicazione
1939 Games fu fondata nel 2015 dall'ex CEO e dall'ex Project leader di CCP Games, Ívar Kristjánsson e Guðmundur Kristjánsson, meglio noti per aver sviluppato Eve Online, con Kards come loro primo progetto indipendente.
Inizialmente, il gioco era nato come il prototipo di un gioco di carte collezionabili fisico, poi sviluppato come gioco di carte collezionabili digitale dopo aver ricevuto una sovvenzione di 70.000 dollari, cui segui la sua prima apparizione al pubblico nel marzo del 2019.
Nel corso dello sviluppo, il gioco ha ricevuto 100 milioni di dollari in finanziamenti da fondi di rischio. Tra i finanziatori è presente anche la società di investimento cinese Tencent; questi finanziamenti hanno contribuito al supporto per futuri aggiornamenti e alla realizzazione della versione mobile del gioco.
Le illustrazioni delle carte sono state realizzate e concesse in licenza a partire da diversi materiali storicamente autentici quali poster di arruolamento della seconda guerra mondiale, arte propagandistica e illustrazioni di scatole di giocattoli degli anni '70 e '80, tra cui le illustrazioni di scatole di kit di modellini in scala Airfix dipinte da Roy Cross. Alcune illustrazioni sono realizzate anche da artisti privati. La maggior parte delle illustrazioni commissionate provengono da David Pentland e Jarosław Wróbel.

Il gioco è stato pubblicato il 15 aprile 2020 per PC con supporto post-lancio continuo sotto forma di espansioni tematiche, eventi a tempo limitato ed altri miglioramenti. Grazie ai finanziamenti e al successo commerciale venne rilasciata anche la versione mobile per dispositivi Android e iOS il 6 giugno 2023.